# Favn
En favn er et længdemål og en gammel dansk måleenhed der svarer til:
- 3 alen
- 6 fod
- 1,88 meter[1]

Favn bruges stadig som mål i nogle maritime forbindelser, blandt andet ved havdybde.